# Ветрово (Неманский район)
Ветрово — посёлок в Неманском районе Калининградской области. Входит в состав Неманского городского поселения.

## Население
| 2002 | 2010 |
| ---- | ---- |
| 377  | ↘317 |

## История
Населенный пункт Воденен в 1946 году был переименован в поселок Ветрово.